# 크나츠피르드뉘피엘라이이드 프람
프람(아이슬란드어: Knattspyrnufélagið Fram), 또는 프람 레이캬비크는 아이슬란드의 스포츠 클럽으로, 축구팀이 가장 잘 알려져 있다. 1908년 5월 1일에 레이캬비크를 연고로 창단되었다.
2005년 시즌에는 강등되어, 2006년 시즌에 2부 리그에 참가하였고, 2부리그 우승을 차지하였다. 2007시즌에는 아이슬란드 랜드스반카데일딘 7위를 기록하였다.
프람에는 축구 외에도 핸드볼팀이 유명한데, 2006년에 아이슬란드 우승을 하였다.

## 역대 우승기록
- 아이슬란드 랜드스반카데일딘

우승 (18): 1913, 1914, 1915, 1916, 1917, 1918, 1921, 1922, 1923, 1925, 1939, 1946, 1947, 1962, 1972, 1986, 1988, 1990
- 아이슬란드 컵

우승 (7): 1970, 1973, 1979, 1980, 1985, 1987, 1989

## 유럽 대회성적
| 시즌    | 대회            | 라운드    | 국가       | 클럽                   | 점수     |
| ------- | --------------- | --------- | ---------- | ---------------------- | -------- |
| 1971-72 | UEFA 컵위너스컵 | 예선전    | 몰타       | 하이버니언스           | 0-3, 2-0 |
| 1973-74 | 유러피언컵      | 1회전     | 스위스     | 바젤                   | 0-5, 2-6 |
| 1974-75 | UEFA 컵위너스컵 | 1회전     | 스페인     | 레알 마드리드          | 0-2, 0-6 |
| 1976-77 | UEFA컵          | 1회전     | 체코       | ŠK 슬로반 브라티슬라바 | 0-3, 0-5 |
| 1977-78 | UEFA컵          | 1회전     | 노르웨이   | IK 스타르트            | 0-6, 0-2 |
| 1980-81 | UEFA 컵위너스컵 | 1회전     | 덴마크     | 흐비도우레 IF          | 0-1, 0-2 |
| 1981-82 | UEFA 컵위너스컵 | 1회전     | 아일랜드   | 던도크 FC              | 2-1, 0-4 |
| 1982-83 | UEFA컵          | 1회전     | 아일랜드   | 섐록 로버스            | 0-3, 0-4 |
| 1985-86 | UEFA 컵위너스컵 | 1회전     | 북아일랜드 | 글렌토런 FC            | 3-1, 0-1 |
|         |                 | 2회전     | 오스트리아 | SK 라피트 빈           | 0-3, 2-1 |
| 1986-87 | UEFA 컵위너스컵 | 1회전     | 폴란드     | GKS 카토비체           | 0-3, 0-1 |
| 1987-88 | 유러피언컵      | 1회전     | 체코       | 스파르타 프라하        | 0-2, 0-8 |
| 1988-89 | UEFA 컵위너스컵 | 1회전     | 스페인     | 바르셀로나             | 0-2, 0-5 |
| 1989-90 | 유러피언컵      | 1회전     | 루마니아   | 슈테우아 부쿠레슈티    | 0-4, 0-1 |
| 1990-91 | UEFA 컵위너스컵 | 1회전     | 스웨덴     | 유르고르덴 IF          | 3-0, 1-1 |
|         |                 | 2회전     | 스페인     | 바르셀로나             | 1-2, 0-3 |
| 1991-92 | 유러피언컵      | 1회전     | 그리스     | 파나티나이코스 FC      | 2-2, 0-0 |
| 1992-93 | UEFA컵          | 1회전     | 독일       | 1. FC 카이저슬라우테른 | 0-3, 0-4 |
| 2009-10 | UEFA 유로파리그 | 예선1회전 |            |                        |          |

* 굵은 글씨가 홈경기

## 선수 명단

### 현역
- 야니크 폴(2022 ~ )

## 역대 감독
| 감독                  | 임기 |
| --------------------- | ---- |
| 아스게이르 시구르빈손 | 1993 |